# Tatia nigra
Tatia nigra es una especie de pez de la familia Auchenipteridae en el orden de los Siluriformes.

## Morfología
• Los machos pueden llegar alcanzar los assolir els 11,7 cm de longitud total
- Número de  vértebras: 32.[1]

## Distribución geográfica
Se encuentran en Sudamérica:  cuenca del río Amazonas.